# Meliboeus kaszabi
Meliboeus kaszabi es una especie de escarabajo del género Meliboeus, familia Buprestidae. Fue descrita científicamente por Cobos en 1966.